# Assedio di Bastogne

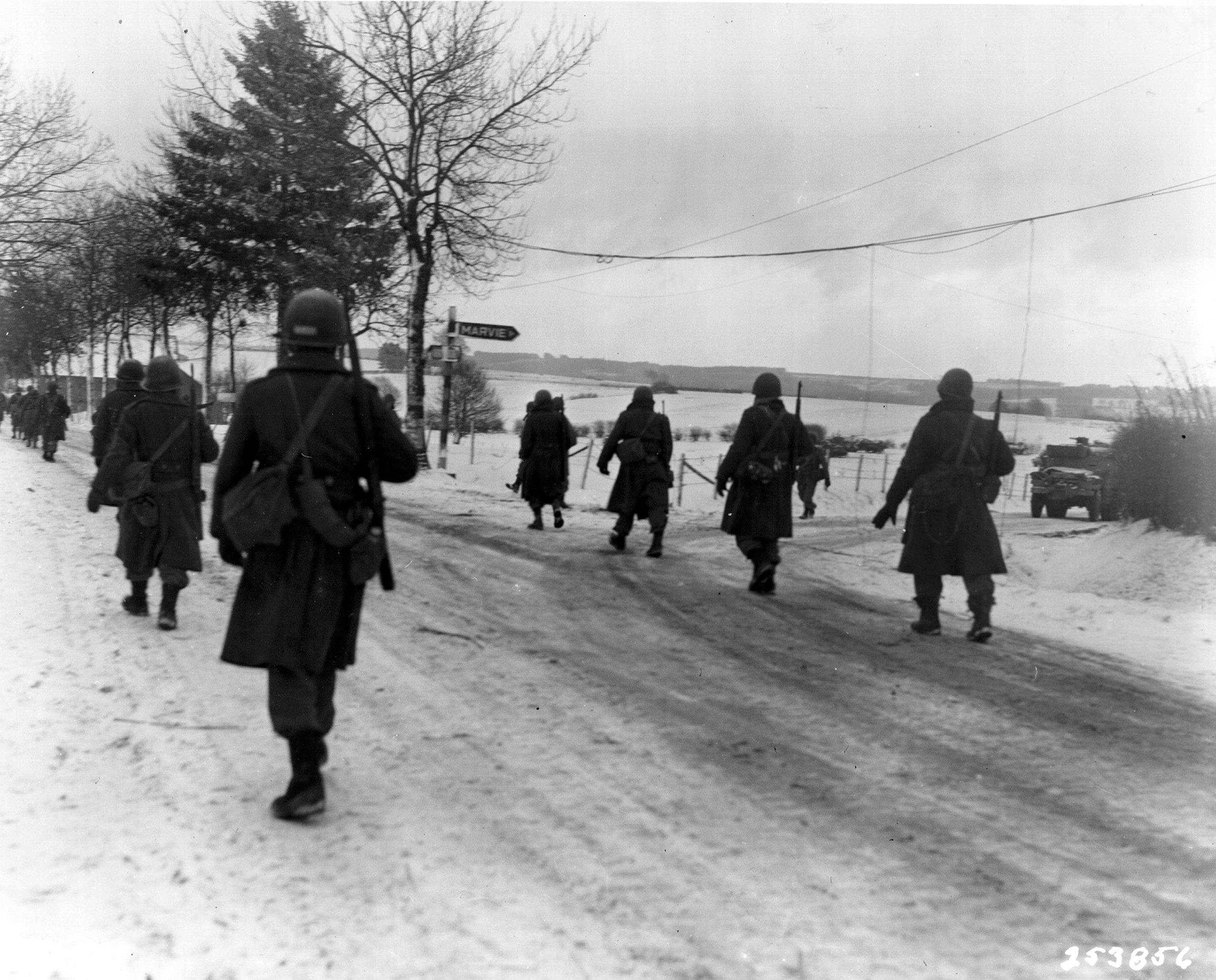
Paracadutisti americani della 101ª divisione aviotrasportata in ricognizione nei pressi del villaggio di Bastogne.

L'assedio di Bastogne fu il più importante combattimento che ebbe luogo fra le forze americane e l'esercito nazista durante l'offensiva invernale nel teatro delle Ardenne.
Lanciata il 16 dicembre 1944 sul fronte occidentale nella Seconda guerra mondiale, ebbe un'importanza decisiva sull'esito complessivo della campagna. La lunga battaglia fu caratterizzata inizialmente dalla pericolosa avanzata delle Panzer-Divisionen tedesche e dal conseguente accerchiamento, il 21 dicembre 1944, della 101ª divisione aviotrasportata statunitense all'interno della cittadina di Bastogne, importante nodo di comunicazioni in Belgio.
L'Alto comando tedesco non arrestò i combattimenti ma, al contrario, radunò forze sempre più numerose nell'area di Bastogne, sottraendole ad altri settori del fronte delle Ardenne per cercare di richiudere il corridoio americano e conquistare la città.
Questi ultimi tentativi tedeschi diedero origine a nuovi duri scontri fino ai primi giorni di gennaio 1945, ma terminarono comunque con il successo delle forze americane che, malgrado l'inferiorità numerica e di mezzi, respinsero i tentativi del nemico e mantennero il possesso di Bastogne, costringendo le forze tedesche a desistere, a retrocedere e da quella sconfitta, passare sulla difensiva solamente.
I combattimenti proseguirono per numerose settimane anche dopo che il 26 dicembre i valorosi paracadutisti statunitensi, che avevano organizzato una tenace resistenza, furono sbloccati dalla controffensiva di alcune divisioni corazzate americane al comando del generale George Smith Patton.

## Storia

### Offensiva della 5. Panzerarmee
Dopo lo sbarco del 6 giugno 1944, gli Alleati condussero una dura campagna estiva in Francia ma avanzarono fino alla Linea Sigfrido, rendendo la posizione della Germania ancor più precaria. I tedeschi, infatti, erano impegnati su tre fronti: ad est fronteggiavano i sovietici, ad ovest e a sud gli anglo-americani.
Nella tana del lupo, il quartier generale di Adolf Hitler sito a Rastenburg, in Prussia Orientale, il dittatore riunì i suoi generali con l'intento di progettare l'estrema difesa di Berlino: tra questi, in particolare, Hasso von Manteuffel suggeriva di trincerarsi lungo la Linea Sigfrido. Hitler, tuttavia, non intendeva condurre una campagna puramente difensiva ma riteneva fondamentale attaccare in inverno approfittando, a suo avviso, dell'esaurimento degli Alleati, secondo le sue concezioni strategiche di Blitzkrieg. Hitler propose così un audace attacco diretto verso il porto di Anversa, obiettivo in realtà di poca rilevanza in quanto gli Alleati, pur avendo il porto in loro mani, non lo adoperavano. Tuttavia, nessuno dell'Alto comando tedesco osò contrastare le decisioni di Hitler.
Il 15 dicembre 1944, quando l'attacco tedesco era ormai imminente, la 28ª divisione fanteria prese posizione nei dintorni di Heinerscheid, in Belgio. Il 16 dicembre i tedeschi lanciarono l'offensiva delle Ardenne. Il 17 dicembre le prime colonne di panzer attraversarono il Clerf e invasero Clervaux.

#### Accerchiamento di Bastogne
Le Ardenne, regione collinare e boscosa, rendeva fondamentale, per la rapidità di movimento dei carri armati tedeschi, il controllo di Bastogne, su cui convergono le sette principali strade della regione e inevitabile punto di passaggio per raggiungere Anversa.

### Controffensiva americana
La sera del 16 dicembre il tenente generale Troy Middleton ed il comando dell'VIII Corpo d'armata capirono la gravità della situazione: dopo la perdita definitiva della 28ª divisione fanteria e dopo che le colonne corazzate tedesche superarono i fiumi Our e Clerf, le vie di accesso a Bastogne, nodo di comunicazioni fondamentale e sede del quartier generale del corpo, erano aperte ai panzer tedeschi che acceleravano l'avanzata, percorrendo le vie d'accesso alla città belga.
Entro la mezzanotte del 17 dicembre, il colonnello Joseph H. Gilbreth, comandante del Combat Command R della 9ª divisione corazzata, si portò, secondo gli ordini di Middleton, rapidamente a est di Bastogne e organizzò le sue forze in quattro raggruppamenti tattici: la Task Force Rose, guidata dal capitano L. K. Rose, con una compagnia di carri M4 Sherman, un plotone di genieri e reparti di fanteria meccanizzata, a Lullange (15 km a nord-est di Bastogne); un gruppo principale subito dietro, ad Allenborn: la Task Force Harper del tenente colonnello Ralph S. Harper con il grosso del 2º Battaglione Corazzato (due compagnie di carri armati) e due compagnie di fanteria (a cui si unì anche il colonnello Gilbreth con il suo quartier generale); ed infine due gruppi più piccoli: a nord di Allenborn la Task Force Booth (guidata dal tenente colonnello Robert M.Booth) e a sud la Task Force Hayze, a Derenbach, 10 km a est di Bastogne.

#### L'accerchiamento della 101ª divisione aviotrasportata
La 101ª e l'82ª divisione aviotrasportata si stavano riprendendo e rinfoltendo di rimpiazzi a Mourmelon-le-Grand. La città però non aveva depositi di munizioni e le truppe, fino a quel momento, erano convinte di dover stare ferme fino a primavera in attesa di essere lanciate su Berlino.
Il 18 dicembre 1944 la difesa di Bastogne fu assegnata ad Anthony McAuliffe, un generale d'artiglieria al comando della 101ª divisione aviotrasporta, un corpo d'élite di paracadutisti, che raggiunsero il villaggio con i camion CCKW Jimmy dell'esercito. McAuliffe, un generale d'artiglieria, non disponeva di forze sufficienti ma sapeva bene dove, quando e come disporre i pochi pezzi d'artiglieria a sua disposizione. Dislocò i suoi reparti in modo che avessero il massimo di mobilità, schierandoli in piccoli gruppi su tutto il perimetro e aumentando la forza d'urto delle sue forze d'artiglieria spostandole celermente, là dove avveniva l'attacco nemico e mise in atto un devastante ed efficace fuoco di sbarramento, che i tedeschi non riuscirono a superare.
Le truppe non disponevano di abbigliamento adatto al freddo inverno delle Ardenne. Vennero mandati al fronte con scarse munizioni, solo quelle che i soldati avevano salvato singolarmente dalla campagna nei Paesi Bassi, vestiario non invernale (nessun cappotto imbottito, stivali da neve, calze pesanti, guanti o altro equipaggiamento), e scarse razioni alimentari. Molti avevano solo le razioni K personali. La Compagnia Easy costituì la sua linea di difesa nelle foreste del Bois Jaques a sud della città di Foy.
Il 22 dicembre gli americani, malgrado tenessero la posizione, erano arrivati alla fine delle proprie risorse alimentari e scorte di munizioni. Il tempo nuvoloso aveva impedito i rifornimenti per via aerea. L'ordine di McAuliffe era di sparare solo a colpo sicuro.
Il generale von Manteuffel si rese conto della situazione e mandò un messaggio chiedendo la resa degli americani. La risposta del generale Anthony C. McAuliffe fu "Nuts!"  (un gioco di parole che oltre ad avere assonanza con la negazione not è traducibile come "matto" o più volgarmente riferibile alle noci genitali come insulto). Furibondo, von Manteuffel quella stessa notte fece bombardare Bastogne dalla Luftwaffe, ma la 101ª non cedette.
Il 23 dicembre, Patton era vicino, la 3ª armata che era diretta a Sud, venne mandata a marce forzate verso Bastogne. Il tempo migliorò e vennero paracadutati rifornimenti, cibo e munizioni: in poco più di 4 ore, 251 aerei rifornirono la 101ª che iniziò subito a bombardare con l'artiglieria le postazioni naziste.

Von Manteuffel venne informato dell'arrivo di Patton e chiese all'alto comando tedesco il permesso di bloccarlo prima che arrivasse a Bastogne ma Hitler gli negò il permesso e allora Von Manteuffel decise di sferrare un attacco su Bastogne prima dell'arrivo di Patton.
Il 24 dicembre, la vigilia di Natale, fuori da Bastogne si ammassò tutta la 5ª armata corazzata tedesca per travolgere il nemico con la superiorità numerica. Il 25 dicembre iniziò la battaglia finale: i tedeschi attaccarono in forze ma gli americani resistettero, avendo ben rifornita l'artiglieria e la usarono per colpire i carri armati tedeschi. Patton era vicino e i tedeschi non riuscendo a vincere, chiesero rinforzi, ma Hitler non aveva più niente da dare, la sua strategia della guerra lampo, contro la 101ª Divisione Aviotrasportata, non aveva funzionato. I tedeschi vennero decimati e si ritirarono.
Tre giorni dopo arrivò Patton che guidò la controffensiva fino alla fine di gennaio.

Per i tedeschi non solo fu perduta Bastogne ma fu perduta anche l'avanzata verso Anversa e qualsiasi ulteriore possibilità di attacco. D'ora in poi i tedeschi si difesero soltanto, senza più attaccare, fino alla fine della guerra perché non avevano più la potenza bellica necessaria per sferrare un attacco.

## Galleria d'immagini

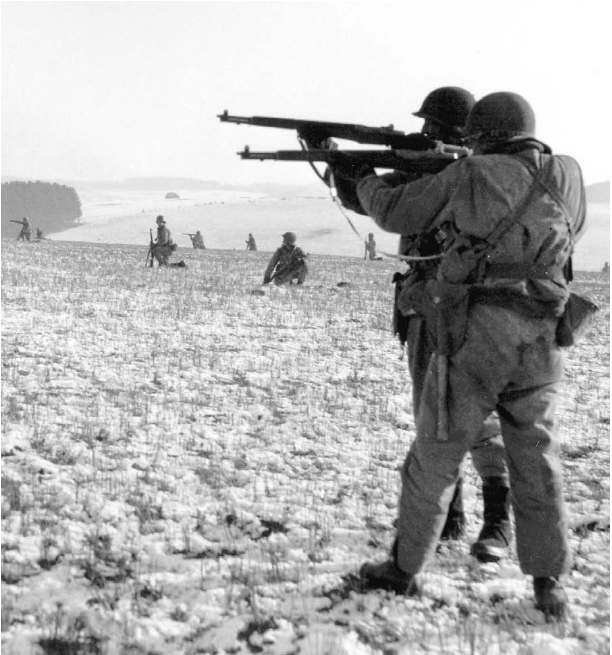
Fanteria vicino a Bastogne
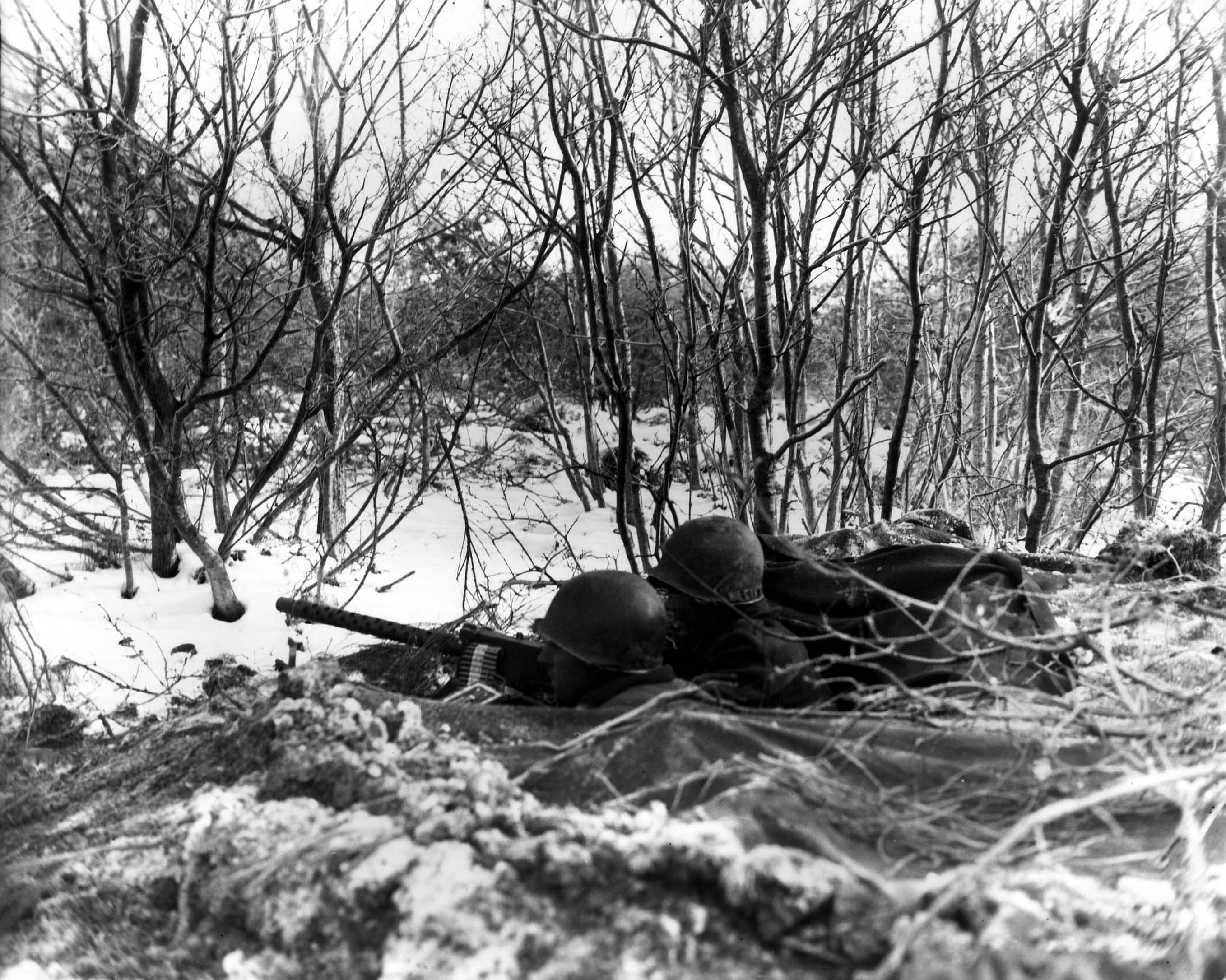
Postazione americana a Bastogne
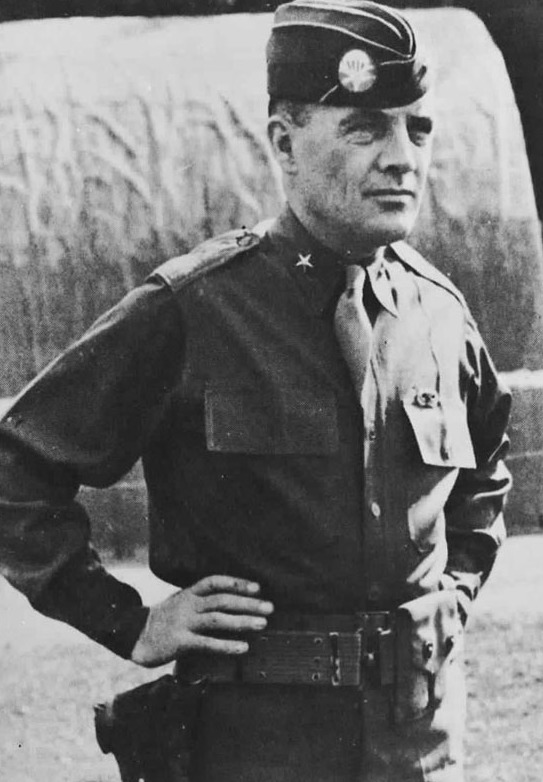
Anthony McAuliffe, il difensore di Bastogne
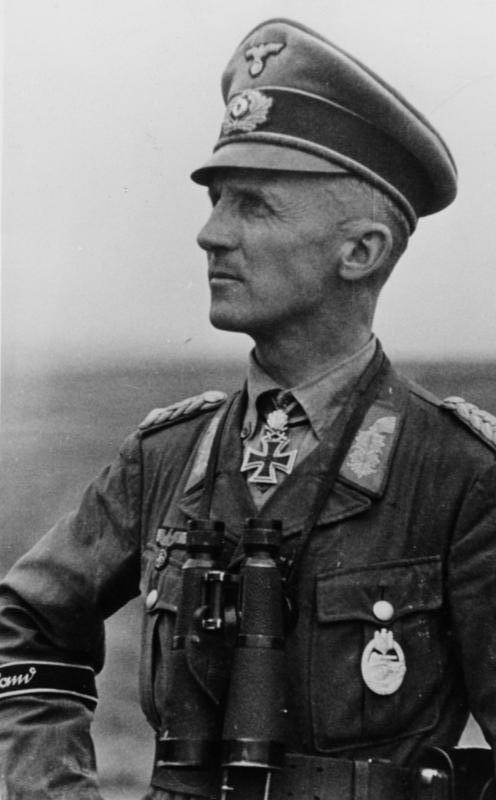
Hasso von Manteuffel, l'attaccante perdente
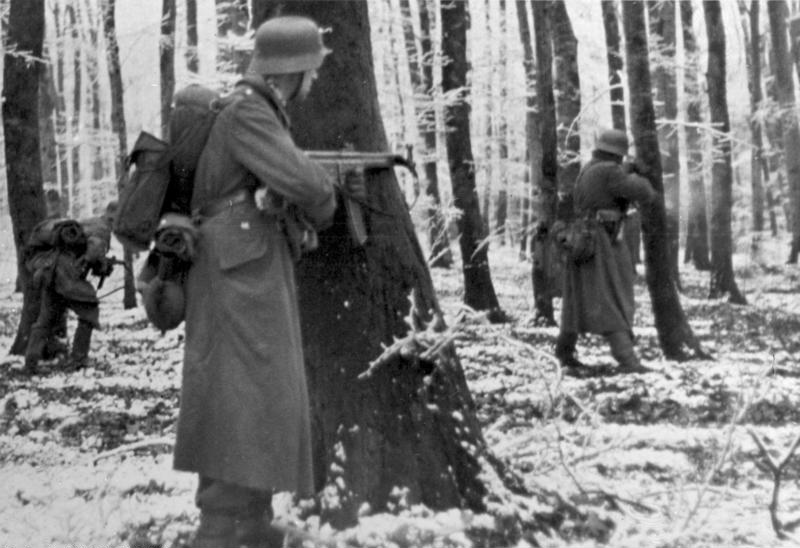
Truppe tedesche in marcia verso Bastogne
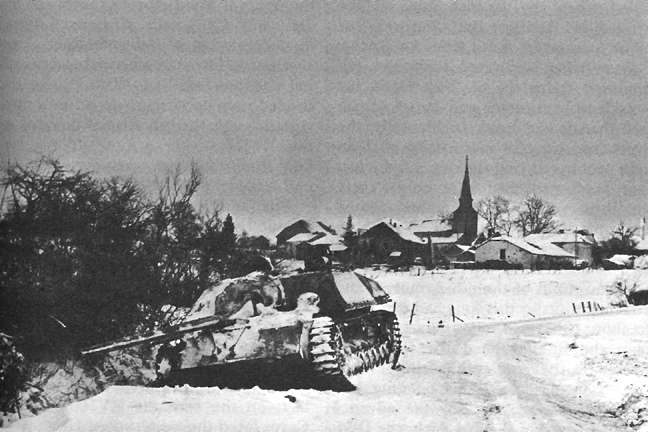
Cacciacarri tedesco distrutto dall'artiglieria americana